# Zooxantela

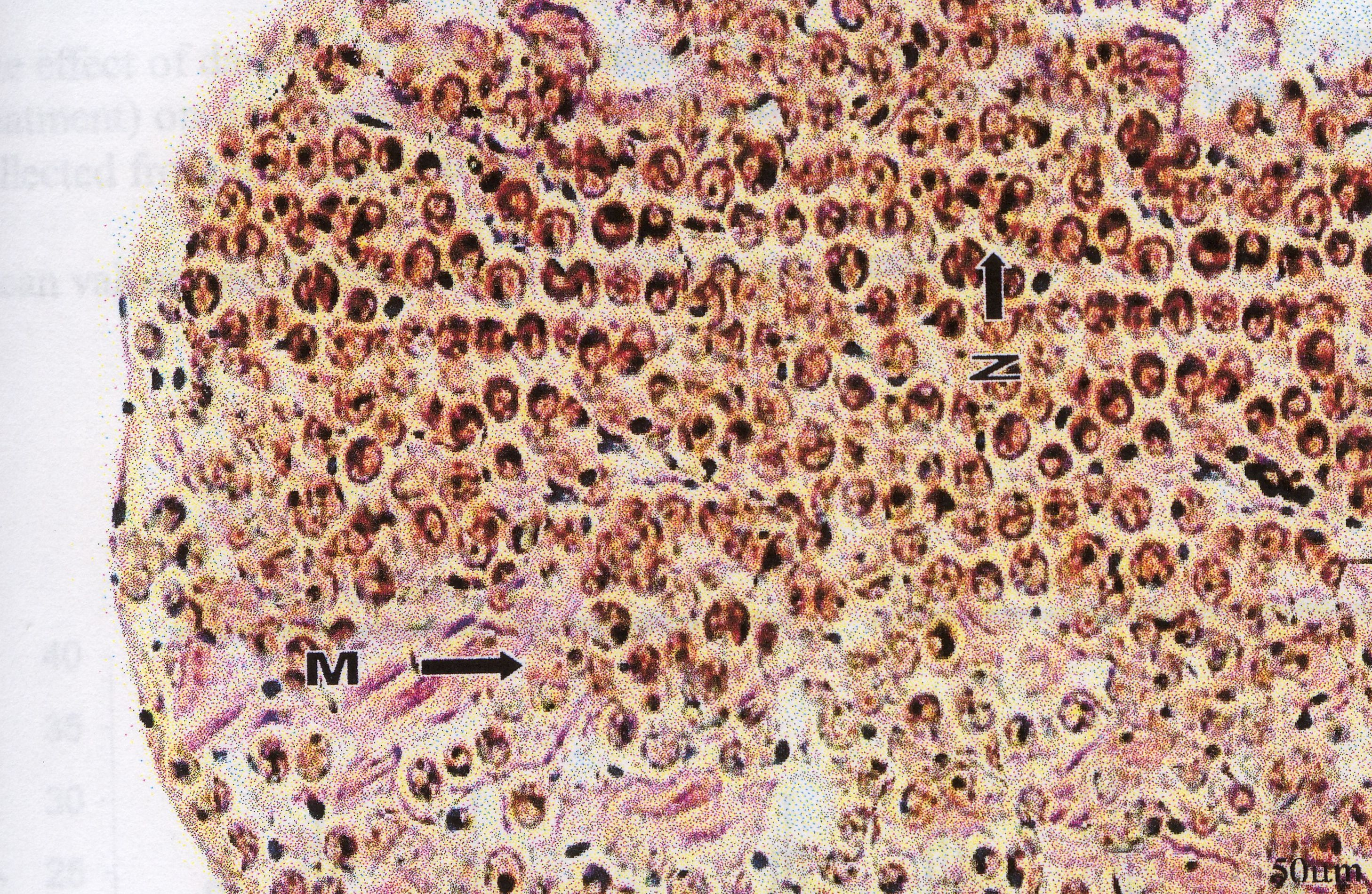
Sección transversal del tejido del manto de una almeja gigante mostrando zooxantelas.

Las zooxantelas (latín zooxanthellae) son organismos endosimbiontes y unicelulares de varios animales marinos y protistas. Por lo general son dinoflagelados, aunque otros tipos de algas, tales como las diatomeas pueden actuar de manera equivalente. Generalmente son integradas por ingestión directa, y se multiplican a continuación en los tejidos del anfitrión, proporcionándole nutrientes variados. El tamaño de la población de estos organismos en los tejidos del anfitrión es limitada por la cantidad de nutrientes y luz que recibe, así como por la digestión de las células excesivas.
Los corales hermatípicos (aquellos que se encuentran en los arrecifes) tienen zooxantelas y son dependientes en gran medida de ellas, limitando así su crecimiento a la zona fótica del arrecife. Esta relación simbiótica es probablemente la responsable del gran éxito de los corales como organismos constructores de arrecifes en la aguas tropicales.
Otros organismos que pueden contener zooxantelas son las esponjas, las medusas, los moluscos bivalvos, "gusanos" marinos y algunos protistas, entre otros.
Hay diferentes especies de zooxantelas, adscribibles a diferentes grupos algales, pero predominan los dinoflagelados, incluidos en general en el género Symbiodinium, que parece ser monofilético.